# Купа на България по хандбал (жени)
Турнирът за Купата на България по хандбал за жени се организира от 1964 г., с периоди на прекъсвания. Състезанието е под егидата на Българската федерация по хандбал.
Носители:
- 1964 – ВИФ „Георги Димитров“
- 1967 – „Академик“, София
- 1970 – „Академик“, София
- 1975 – ЦСКА „Септемврийско знаме“
- 1976 – ЦСКА „Септемврийско знаме“
- 1977 – ВИФ „Георги Димитров“
- 1980 – ВИФ „Георги Димитров“
- 1981 – „Спортист“, Кремиковци
- 1982 – ЦСКА „Септемврийско знаме“
- 1983 – ВИФ „Георги Димитров“
- 1984 – ЦСКА „Септемврийско знаме“
- 1985 – ЦСКА „Септемврийско знаме“
- 1986 – ВИФ „Георги Димитров“
- 1987 – „Люлин“, София
- 1988 – ЦСКА „Септемврийско знаме“
- 1989 – ЦСКА „Септемврийско знаме“
- 1990 – ВИФ
- 1991 – НСА
- 1992 – ЦСКА
- 1993 – „Габрово“
- 1994 – „Спортист“, Нови пазар
- 1995 – „Спортист-Шогун“, Нови пазар
- 1996 – НСА
- 1997 – „Етър'64“, Велико Търново
- 1998 – „Локомотив-Агротел“, Пловдив
- 1999 – „Агротел – ПУ“, Пловдив
- 2000 – „Агротел – ПУ“, Пловдив
- 2001 – „Пирин“, Благоевград
- 2002 – „Етър'64“, Велико Търново
- 2003 – „Агротел – ПУ“, Пловдив
- 2004 – „Етър'64“, Велико Търново
- 2005 – „Етър'64“, Велико Търново
- 2006 – „Етър'64“, Велико Търново
- 2007 – „Етър'64“, Велико Търново
- 2008 – „Локомотив-МеталексБилд“,[1] Варна
- 2009 – „Етър'64“,[2]  Велико Търново
- 2010 – „Етър'64“,[3]  Велико Търново
- 2011 – „Етър'64“,[4]  Велико Търново
- 2012 – „Етър'64“,[5] Велико Търново
- 2013 – „Бъки“,[6]Габрово
- 2014 – „Етър'64“,[7] Велико Търново
- 2015 – „Етър'64“,[8] Велико Търново
- 2016 – „Бъки“,[9] Габрово
- 2017 – „Етър'64“,[10] Велико Търново
- 2018 – „Свиленград-ПУ“,[11] Свиленград
- 2019 – „Бъки“,[12] Габрово
- 2020 – „Бъки“,[13]Габрово
- 2021 – „Етър'64“,[14] Велико Търново
- 2022 – „Бяла“,[15] Бяла
- 2023 – „Етър'64“,[16] Велико Търново
- 2024 – „Етър'64“,[17]Бяла Велико Търново
- 2025 – „Бяла”,[18]  Бяла

## Класиране по купи
| Отбор                           | Купи                                                                                             |
| ------------------------------- | ------------------------------------------------------------------------------------------------ |
| „Етър'64“-Велико Търново        | 16 (1997, 2002, 2004, 2005, 2006, 2007, 2009, 2010, 2011, 2012, 2014, 2015, 2017,2021,2023,2024) |
| ЦСКА                            | 8 (1975, 1976, 1982, 1984, 1985, 1988, 1989, 1992)                                               |
| НСА                             | 8 (1964,1977, 1980, 1983, 1986, 1990, 1991.1996)                                                 |
| „Бъки“-Габрово                  | 4 (2013, 2016,2019,2020)                                                                         |
| „Агротел – ПУ“, Пловдив         | 3 (1999, 2000, 2003)                                                                             |
| Академик“, София                | 2 (1967, 1970)                                                                                   |
| „Спортист“, Нови пазар          | 2 (1994, 1995)                                                                                   |
| „Бяла“,-Бяла                    | 2 (2022,2025)                                                                                    |
| „Спортист“, Кремиковци          | 1 (1981)                                                                                         |
| „Люлин“, София                  | 1 (1987)                                                                                         |
| „Габрово“                       | 1 (1993)                                                                                         |
| „Локомотив-Агротел“, Пловдив    | 1 (1998)                                                                                         |
| „Пирин“, Благоевград            | 1 (2001)                                                                                         |
| „Локомотив-МеталексБилд“, Варна | 1 (2008)                                                                                         |
| „Свиленград-ПУ“,Свиленград      | 1 (2018)                                                                                         |